# Bonnie & Clyde (canción)
«Bonnie & Clyde» es una canción de la cantante china Yuqi, perteneciente al grupo femenino surcoreano (G)I-dle. Corresponde a su debut como solista, siendo uno de los dos sencillos de su primer álbum sencillo titulado A Page. Fue lanzado por Cube Entertainment el 13 de mayo de 2021. Fue escrita y compuesta por Galeyn Tenhaeff, Catalina Schweighauser, Joel Strömgren y Benjamin Roustaing.

## Antecedentes y lanzamiento
El día 6 de mayo de 2021, Cube Entertainment reveló a través de las redes oficiales del grupo (G)I-dle un teaser del álbum debut de su miembro Yuqi, titulado A Page, en lo que sería su debut como solista. Luego, un adelanto de las canciones fue publicado el 11 de mayo, confirmando que el álbum contendría dos canciones, «Giant» y «Bonnie & Clyde».
El álbum fue lanzado finalmente el 13 de mayo, mientras que el 18 de mayo, fue publicado el primer teaser tráiler del vídeo musical de «Bonnie & Clyde», el cual fue lanzado el 20 de mayo.

## Composición y letras
«Bonnie & Clyde», haciendo referencia a los famosos ladrones estadounidenses Bonnie y Clyde e inspirada en una escena de la película Bonnie y Clyde de 1967, pertenece al género dance pop, influenciada por la música trance house de los años 90. La letra, escrita por Galeyn Tenhaeff, Catalina Schweighauser, Joel Strömgren y Benjamin Roustaing, menciona que "si el mundo se vuelve contra nosotros, podemos superarlo". En particular, "la letra de una escena de la película y la melodía de los 90 se encuentran con la voz de Yuqi, duplicando el tono de la canción".

## Vídeo musical
El primer adelanto del vídeo musical de «Bonnie & Clyde» fue lanzado el 18 de abril. Al día siguiente se presentó un segundo avance. El vídeo oficial fue lanzado a través de las redes sociales de (G)I-dle el 20 de mayo de 2021.

## Reconocimientos

### Listados
| Publicación              | Lista                                 | Ranking | Ref.   |
| ------------------------ | ------------------------------------- | ------- | ------ |
| Genius Korea             | 2021 Year End Chart - Top Songs       | 62.º    | [ 12 ] |
| Genius Korea             | 2021 Year End Chart - Top K-Pop Songs | 38.º    | [ 13 ] |
| South China Morning Post | The 20 best K-pop songs of 2021       | 12.º    | [ 14 ] |

## Historial de lanzamiento
| País  | Fecha              | Formato                    | Sello                                         | Ref.   |
| ----- | ------------------ | -------------------------- | --------------------------------------------- | ------ |
| Mundo | 13 de mayo de 2021 | Descarga digital streaming | Cube Entertainment, Republic Records, Kakao M | [ 15 ] |